# 三井道男
三井 道男（みいみちお、1891年（明治24年）12月13日-1970年5月11日）は主に昭和期に活動した建築家。江戸東京たてもの園の「田園調布の家」や滋賀武徳殿などの作品がある。

## 経歴
東京市生まれ。父はニコライ堂の司祭として知られる三井道郎である。1915年（大正4年）、早稲田大学理工学部建築学科を卒業後、斎藤久孝建築事務所に入所。翌年、司法省に入るが1年ほどで辞め、再び斎藤事務所に入所。
1921年（大正10年）11月、早稲田大学の恩師である岡田信一郎の事務所に入所する。当時はちょうど火災で焼失した歌舞伎座再建工事の設計が進んでいる時期であった。岡田事務所では歌舞伎座のほか、青山会館、東京府美術館、浅野図書館、府立化学工業学校、府立第一高等女学校、府立第一中学校、ニコライ堂修復、信濃町教会、虎屋、明治生命館（現存）、国民会館などの設計に関与した。
岡田信一郎の逝去後、明治生命館が竣工した1934年3月に独立し、三井建築事務所を開設。その後は学校や工場、住宅などの設計を手がける。
1970年に逝去、享年80。ゆかりのニコライ堂で葬儀が行われた。

## 作品
- 昭和医学専門学校附属病院（1929年） - 岡田建築事務所名義で三井が担当[4]。
- 昭和医学専門学校本校舎（1930年）
- 昭和医学専門学校病院増築（1934年） - 独立後の作品。
- 明治学院礼拝堂増築（1934年） - ヴォーリズ設計の礼拝堂（1916年）に袖廊を加えラテン十字プランとした。現存。
- 滋賀武徳殿（1936年） - 2018年取壊し。
- 昭和医学専門学校外来診療所（1936年）
- 昭和医科大学校舎・大講堂（1952年）
- 大阪ハリストス正教会（1962年） - 三井建築設計事務所設計[5]。現存。

住宅
- 大川栄邸（田園調布、1925年） - 施主は鉄道省の土木技師で、ニコライ堂の信徒だったという。江戸東京たてもの園に移築、現存。
- 渡辺実邸（藤沢、1934年） - 施主は信濃町教会の有力な信徒。チューダーゴシックの洋館だったが、2001年に取壊し。
- 岡田和一郎邸（麹町）
- 斎藤勇邸（牛込）
- 松嶋邸（田園調布、1939年） - 2013年取壊し。